# Saint-Cyran-du-Jambot
Saint-Cyran-du-Jambot és un municipi francès, situat al departament de l'Indre i a la regió de Centre – Vall del Loira. L'any 2007 tenia 224 habitants.

## Demografia

### Població
El 2007 la població de fet de Saint-Cyran-du-Jambot era de 224 persones. Hi havia 72 famílies, de les quals 20 eren unipersonals (4 homes vivint sols i 16 dones vivint soles), 20 parelles sense fills, 28 parelles amb fills i 4 famílies monoparentals amb fills.
La població ha evolucionat segons el següent gràfic:
Habitants censats

### Habitatges
El 2007 hi havia 114 habitatges, 78 eren l'habitatge principal de la família, 24 eren segones residències i 13 estaven desocupats. Tots els 114 habitatges eren cases. Dels 78 habitatges principals, 63 estaven ocupats pels seus propietaris i 15 estaven llogats i ocupats pels llogaters; 2 tenien una cambra, 3 en tenien dues, 13 en tenien tres, 26 en tenien quatre i 34 en tenien cinc o més. 54 habitatges disposaven pel capbaix d'una plaça de pàrquing. A 36 habitatges hi havia un automòbil i a 29 n'hi havia dos o més.

### Piràmide de població
La piràmide de població per edats i sexe el 2009 era:
| Homes | Edats   | Dones |
| ----- | ------- | ----- |
| 0     | 95 o +  | 0     |
| 0     | 90 a 94 | 0     |
| 0     | 85 a 89 | 0     |
| 0     | 80 a 84 | 0     |
| 4     | 75 a 79 | 16    |
| 8     | 70 a 74 | 0     |
| 20    | 65 a 69 | 4     |
| 4     | 60 a 64 | 8     |
| 4     | 55 a 59 | 4     |
| 8     | 50 a 54 | 8     |
| 4     | 45 a 49 | 16    |
| 8     | 40 a 44 | 4     |
| 4     | 35 a 39 | 4     |
| 0     | 30 a 34 | 0     |
| 0     | 25 a 29 | 8     |
| 4     | 20 a 24 | 12    |
| 16    | 15 a 19 | 4     |
| 4     | 10 a 14 | 4     |
| 0     | 5 a 9   | 0     |
| 0     | 0 a 4   | 0     |

## Economia
El 2007 la població en edat de treballar era de 164 persones, 76 eren actives i 88 eren inactives. De les 76 persones actives 67 estaven ocupades (32 homes i 35 dones) i 9 estaven aturades (5 homes i 4 dones). De les 88 persones inactives 18 estaven jubilades, 64 estaven estudiant i 6 estaven classificades com a «altres inactius».

### Ingressos
El 2009 a Saint-Cyran-du-Jambot hi havia 73 unitats fiscals que integraven 162 persones, la mediana anual d'ingressos fiscals per persona era de 14.902,5 €.

### Activitats econòmiques
Dels 10 establiments que hi havia el 2007, 2 eren d'empreses de fabricació d'altres productes industrials, 3 d'empreses de construcció, 1 d'una empresa de comerç i reparació d'automòbils, 2 d'empreses d'hostatgeria i restauració i 2 d'empreses immobiliàries.
Dels 5 establiments de servei als particulars que hi havia el 2009, 1 era un taller de reparació d'automòbils i de material agrícola, 1 paleta, 2 lampisteries i 1 restaurant.
L'any 2000 a Saint-Cyran-du-Jambot hi havia 7 explotacions agrícoles.

## Poblacions més properes
El següent diagrama mostra les poblacions més properes.